# 12 mars en sport
12 février 12 avril
Chronologies thématiques
- Croisades
- Ferroviaires
- Disney

Le 12 mars (71e jour de l'année ou 72e en cas d'année bissextile) en sport.

## Événements

### XIXesiècle
- 1855 :
  - (Boxe) : le champion anglais Harry Broome renonce à honorer une rencontre prévue contre Tom Paddock, mais continue à être reconnu comme le champion[1].
- 1880 :
  - (Rugby à XV) : après une première réunion organisée à Swansea en mars 1880, la fédération galloise est fondée sous le nom de Welsh Football Union lors d’une réunion au Castle Hotel de Neath, par les représentants de onze clubs : Bangor, Brecon, Cardiff, Lampeter, Llandilo, Llandovery, Llanelli, Merthyr Tydfil, Newport, Pontypool et Swansea. C’est le président de Swansea, CC Chambers, qui en devient le premier président.
- 1881 :
  - (Football) : à Londres (Kennington Oval), l'Écosse écrase l'Angleterre : 1-6. 8 500 spectateurs.
- 1883 :
  - (Football) : à Wrexham (Acton Park), l'Écosse s'impose 0-3 face au Pays de Galles. 2 000 spectateurs.
- 1887 :
  - (Football) : à Belfast (Solitude Ground), l'Irlande s'impose 4-1 face au pays de Galles devant 4 000 spectateurs.
  - (Rugby à XV /Tournoi britannique) : le pays de Galles remporte son dernier match 4 à 3 face à l'Irlande à Birkenhead[2]. Le Tournoi britannique est remporté par l'Écosse.
- 1889 :
  - (Cricket) : début du 1er Test match de l'Afrique du Sud qui joue contre l'Angleterre en tournée dans le pays. C'est le début du cricket de première classe en Afrique du Sud où la Currie Cup est inaugurée comme la première compétition nationale.

### XXesièclede1951à2000
- 1955 :
  - (Jeux panaméricains) : ouverture de la deuxième édition de ces Jeux à Mexico (Mexique).
- 1995 :
  - (Cyclisme) : le Français Laurent Jalabert remporte la course à étapes Paris-Nice.

### XXIesiècle
- 2006 :
  - (Formule 1) : Grand Prix automobile de Bahreïn.
- 2011 :
  - (Rugby à XV) : L'équipe de France de rugby s'incline pour la première fois dans le tournoi de 6 nations face à l'Italie sur le score de 22-21
- 2014 :
  - (Jeux paralympiques) : à Sotchi, 5e jour de compétition. Voir - 12 mars aux Jeux paralympiques d'hiver de 2014
- 2017 :
  - (Cyclisme sur route /Édition de l'UCI World Tour) : le Colombien Sergio Henao remporte Paris-Nice 2017 devant l'Espagnol Alberto Contador et l'irlandais Daniel Martin
  - (Rugby à XV /Tournoi des Six Nations féminin) : à Parme, en Italie, au Stade Sergio-Lanfranchi, l'équipe de France féminine s'impose face à l'équipe d'Italie féminine 28-5.
- 2020 :
  - (Jeux olympiques d'été de 2020 /Cérémonie de la flamme olympique) : ce jeudi midi, sur le site antique grec d'Olympie, la flamme olympique des JO de Tokyo a été allumée sans spectateurs à cause du coronavirus[3].

## Naissances

### XIXesiècle
- 1879 :
  - Georges Touquet-Daunis, athlète de fond français. († 16 avril 1917).
- 1880 :
  - Nikolaos Georgantas, athlète de lancer grec. Médaillé de bronze du disque aux Jeux de Saint-Louis 1904. († 23 novembre 1958).
- 1886 :
  - John Eke, athlète de fond suédois. Champion olympique du cross par équipes et médaillé de bronze en individuel aux Jeux de Stockholm 1912. († 11 juillet 1964).
- 1887 :
  - Karl-Johan Svensson, gymnaste artistique suédois. Champion olympique du concours par équipe aux Jeux de Londres 1908 puis champion olympique du système suédois par équipes aux Jeux de Stockholm 1912. († 20 janvier 1964).
- 1899 :
  - Jules Dewaquez, footballeur puis entraîneur français. (41 sélections en équipe de France). († 11 juin 1971).

### XXesièclede1901à1950
- 1908 :
  - Russell Blinco, hockeyeur sur glace canadien. († ? 1982).
  - Émile Maggi, athlète de marche français. Médaillé de bronze du 10 km aux Championnats d'Europe d'athlétisme 1946 puis médaillé d'argent du 10 km aux Championnats d'Europe d'athlétisme 1950. († 19 avril 1986).
- 1913 :
  - Antoine Franceschetti, footballeur puis entraîneur français. († 1er novembre 2011).
- 1924 :
  - Henri Rochon, joueur de tennis canadien. († 5 février 2005).
  - Daniel Thuayre, cycliste sur route français. († 12 novembre 1980).
- 1925 :
  - Martín Acosta y Lara, basketteur uruguayen. Médaillé de bronze aux Jeux d'Helsinki 1952. († 5 janvier 2005).
  - Louison Bobet, cycliste sur route français. Champion du monde de cyclisme sur route 1954. Vainqueur des Tours de France 1953, 1954 et 1955, du Tour de Luxembourg 1955, de Milan-San Remo 1951, du Tour de Lombardie 1951, du Tour des Flandres 1955, de Paris-Roubaix 1956 et de Bordeaux-Paris 1959. († 13 mars 1983).
- 1930 :
  - Vern Law, joueur de baseball américain.
- 1938 :
  - Johnny Rutherford, pilote de courses automobile américain. Vainqueur des 500 miles d'Indianapolis 1974, 1976 et 1980 puis du Champ Car 1980.
- 1941 :
  - Josip Skoblar, footballeur et ensuite entraîneur yougoslave puis croate. (32 sélections en équipe de Yougoslavie). Sélectionneur de l'équipe du Liban en 2000.
  - Claude Quittet, footballeur français. (16 sélections en équipe de France).
- 1943 :
  - Hacène Lalmas, footballeur puis entraîneur algérien. (42 sélections en équipe d'Algérie). († 7 juillet 2018).
- 1947 :
  - Aldo Arencibia, cycliste sur route cubain.
- 1949 :
  - Miloud Hadefi, footballeur puis entraîneur algérien. (46 sélections en équipe d'Algérie). († 6 juin 1994).

### XXesièclede1951à2000
- 1951 :
  - Pierre-Raymond Villemiane, cycliste sur route français.
- 1952 :
  - Nadka Golcheva, basketteuse bulgare. Médaillée de bronze aux Jeux de Montréal 1976 puis d'argent aux Jeux de Moscou 1980.
- 1955 :
  - Lucien Denis, footballeur français.
- 1956 :
  - Dale Murphy, joueur de baseball américain.
- 1957 :
  - Patrick Battiston, footballeur français. Champion d'Europe de football 1984. (56 sélections en équipe de France).
- 1958 :
  - Phil Anderson, cycliste sur route australien. Vainqueur du Tour de Suisse 1985, du Tour du Danemark 1988, des Tours de Grande-Bretagne 1991 et 1993, du Tour d'Irlande 1992, du Tour de Suède 1993, de l'Amstel Gold Race 1983 et du Tour de Romandie 1989.
- 1960 :
  - Jean-Pierre Bertolino, footballeur français.
- 1962 :
  - Andreas Köpke, footballeur allemand. Champion du monde de football 1990. Champion d'Europe de football 1996. (59 sélections en équipe d'Allemagne).
  - Aliaksandr Patashou, athlète de marche soviétique puis biélorusse. Champion du monde d'athlétisme du 50 km marche 1991.
  - Darryl Strawberry, joueur de baseball américain.
- 1963 :
  - John Andretti, pilote de courses automobile américain.
  - Candy Costie, nageuse de synchronisée américaine. Championne olympique en duo aux Jeux de Los Angeles 1984.
  - Joaquim Cruz, athlète de demi-fond brésilien. Champion olympique du 800 m aux Jeux de Los Angeles 1984 puis médaillé d'argent du 800 m aux Jeux de Séoul 1988.
  - Willi Schneider, skeletoneur allemand. Champion du monde de skeleton 1998.
- 1964 :
  - Kym Carter, athlète d'épreuves combinées américaine.
  - Dieter Eckstein, footballeur allemand. (7 sélections en équipe d'Allemagne).
- 1966 :
  - Dominique Lemoine, footballeur belge. (4 sélections en équipe de Belgique).
- 1967 :
  - Julio César Dely Valdes, footballeur puis entraîneur panaméen. Vainqueur de la Coupe d'Europe des vainqueurs de coupe 1996. (32 sélections en équipe du Panama). sélectionneur de l'équipe du Panama en 2006 puis de 2010 à 2013.
- 1971 :
  - Magali Baton, judokate française.
- 1975 :
  - Valérie Nicolas, handballeuse puis consultante TV française. Championne du monde de handball féminin 2003. Médaillée d'argent aux CM de handball féminin 1999. Médaillée de bronze aux CE de handball féminin 2002 et à ceux de 2006. Victorieuse de la Coupe d'Europe des vainqueurs de coupe 2003, de la Coupe EHF de handball 2004 et de la Ligue des champions de handball 2006. (245 sélections en équipe de France).
- 1976 :
  - Andreas Erm, athlète de marche allemande.
- 1977 :
  - Michelle Burgher, athlète de sprint et de haies jamaïcaine. Médaillée d'argent du relais 4 × 400 m aux Jeux de Sydney 2000 et médaillée de bronze du relais 4 × 400 m aux Jeux d'Athènes 2004. Champion du monde d'athlétisme du relais 4 × 400 m 2001.
  - Carmen Douma-Hussar, athlète de demi-fond canadienne.
- 1978 :
  - Daniel Becke, cycliste sur piste allemand. Champion olympique de la poursuite par équipes aux Jeux de Sydney 2000. Champion du monde de cyclisme sur piste de la poursuite par équipes 1999 et 2000.
  - Marco Ferreira, footballeur portugais. Vainqueur de la Coupe UEFA 2003. (3 sélections en équipe du Portugal).
  - Sébastien Michalowski, footballeur français.
  - Shea Ralph, basketteuse puis entraîneuse américaine.
- 1979 :
  - Jamie Dwyer, joueur de hockey sur gazon australien. Champion olympique aux Jeux d'été de 2004 à Athènes, médaillé de bronze aux Jeux de Pékin 2008 et aux Jeux de Londres 2012. Champion du monde 2010 et 2014. (326 sélections en équipe d'Australie).
  - Gerard, footballeur espagnol. (6 sélections en équipe d'Espagne).
  - Tim Wieskötter, kayakiste allemand. Médaillé de bronze du K2 500 m aux Jeux de Sydney 2000, champion olympique du K2 500 m aux Jeux d'Athènes 2004 puis médaillé d'argent du K2 500 m aux Jeux de Pékin 2008. Champion du monde de course en ligne de canoë-kayak de K2 500 m 2001, 2002, 2003, 2005, des K2 200 m et K2 500 m 2006 et du K2 500 m 2007. Champion d'Europe de course en ligne de canoë-kayak de K2 500 m 2000, 2002, 2004, 2005, 2007 et 2008, champion d'Europe de course en ligne de canoë-kayak de K2 500 m et K2 200 m 2001 et 2006 puis du K4 1000 m 2010.
- 1980 :
  - Andrej Zhekov, volleyeur bulgare. (29 sélections en équipe de Bulgarie).
- 1981 :
  - Xavier Daramy, hockeyeur sur glace français.
  - Katarina Srebotnik, joueuse de tennis slovène.
- 1982 :
  - Amy LePeilbet, footballeur américaine. Championne olympique aux Jeux de Londres 2012. (84 sélections en équipe des États-Unis).
  - Ilia Nikouline, hockeyeur sur glace russe. Champion du monde de hockey sur glace 2008, 2009 et 2012.
  - Hisato Satō, footballeur japonais. (31 sélections en équipe du Japon).
- 1983 :
  - Fatah Gharbi, footballeur tunisien. Champion d'Afrique des nations de football 2011. Vainqueur de la Ligue des champions arabes 2004. (14 sélections en équipe de Tunisie).
  - Mikko Koivu, hockeyeur sur glace finlandais. Médaillé d'argent aux Jeux de Turin 2006 puis médaillé de bronze aux Jeux de Vancouver 2010. Champion du monde de hockey sur glace 2011.
  - Maakan Tounkara, handballeuse française. Médaillée de bronze à l'Euro de handball 2006. (75 sélections en équipe de France).
- 1985 :
  - Xavier Corosine, basketteur français.
  - Manoël Dall'igna, joueur de rugby à XV et de rugby à VII français. Vainqueur du Seven's Grand Prix Series 2015. (318 sélections avec l'Équipe de France de rugby à sept).
  - Binnaz Uslu, athlète de steeple turque.
- 1986 :
  - Martynas Andriuškevičius, basketteur lituanien. (21 sélections en équipe de Lituanie).
  - Ali Guerraoui, joueur de rugby à XV algérien. (6 sélections en équipe d'Algérie).
  - Ben Offereins, athlète de sprint australien.
- 1987 :
  - Manuele Boaro, cycliste sur route italien.
  - Jessica Hardy, nageuse américaine. Championne olympique du relais 4 × 100 m et du relais 4 × 100 m 4 nages aux Jeux de Londres 2012. Championne du monde de natation du 50 m brasse 2007 et 2011 puis championne du monde de natation du 4 × 100 m 4 nages 2013.
  - Max Kouguère, basketteur congolais puis centrafricain et français. (46 sélections avec l'équipe de République centrafricaine).
- 1988 :
  - Sebastian Brendel, céiste allemand. Champion olympique du C-1 1000 m aux Jeux de Londres 2012 puis champion olympique du C1 1000 m et du C2 1000 m aux Jeux de Rio 2016. Champion du monde de course en ligne de canoë-kayak de C-1 5000 m 2013, champion du monde de course en ligne de canoë-kayak de C-1 1000 m et de C-1 5000 m 2014 puis champion du monde de course en ligne de canoë-kayak de C-1 1000 m 2015. Championnats d'Europe de course en ligne de canoë-kayak de C-1 1000 m 2011, 2012 et 2016, champion d'Europe de course en ligne de canoë-kayak de C-1 5000 m 2013 puis champion d'Europe de course en ligne de canoë-kayak des C-1 1000 m et C-1 5000 m 2014 et 2015.
  - Kim Ji-yeon, sabreuse sud-coréenne. Championne olympique en individuelle aux Jeux de Londres 2012. Championne d'Asie d'escrime du sabre par équipes 2011 et 2012, en individuelle et par équipes 2013, en individuelle 2014, par équipes 2015, en individuelle 2017 et 2018.
  - Maryna Pautar, kayakiste biélorusse. Médaillée de bronze du K-4 500 m aux Jeux de Londres 2012 et aux jeux de Rio 2016.
  - Kóstas Mítroglou, footballeur germano-grec. (65 sélections avec l'équipe de Grèce).
- 1989 :
  - Jordan Adéoti, footballeur franco-béninois. (33 sélections avec l'équipe du Bénin).
  - Tyler Clary, nageur américain. Champion olympique du 200 m dos aux Jeux de Londres 2012.
  - Ievgueni Dadonov, hockeyeur sur glace russe. Champion du monde de hockey sur glace 2014.
  - Nathan Haas, cycliste sur route australien.
  - Dzmitry Korabaw, hockeyeur sur glace biélorusse. (129 sélections en équipe de Biélorussie).
  - Gareth Widdop, joueur de rugby à XIII anglais. (28 sélections en équipe d'Angleterre).
- 1990 :
  - Dawid Kubacki, sauteur à ski polonais. Médaillé de bronze par équipes aux Jeux de Pyeongchang 2018 et du petit tremplin aux Jeux de Pékin 2022. Champion du monde de saut à ski par équipes du grand tremplin 2017 puis du petit tremplin en individuel 2019.
  - Mélodie Lesueur, cycliste sur route française.
  - Ilija Nestorovski, footballeur macédonien. (26 sélections en équipe de Macédoine du Nord).
  - Milena Raičević, handballeuse monténégrine. Médaillée d'argent aux Jeux de Londres 2012. Championne d'Europe féminin de handball 2012. Victorieuse de la Coupe d'Europe des vainqueurs de coupe féminine 2010 puis des Ligue des champions féminine 2012 et 2015. (153 sélections en équipe du Monténégro).
  - Houcine Zidoune, footballeur marocain.
- 1991 :
  - Sarolta Kovács, pentathlonienne hongroise. Médaillée de bronze en individuelle aux jeux de Tokyo 2020. Championne du monde de pentathlon moderne du relais 2008 et 2011, championne du monde en individuelle 2016 puis par équipes 2018. Championne d'Europe de pentathlon moderne du relais 2010, par équipes et en relais 2011 puis par équipes 2018.
  - Kallum Watkins, joueur de rugby à XIII anglais. (25 sélections en équipe d'Angleterre).
- 1992 :
  - Jordan Ferri, footballeur français.
  - Ciara Mageean, athlète de demi-fond irlandaise.
  - Jiří Skalák, footballeur tchèque. (17 sélections en équipe de Tchéquie).
- 1994 :
  - Katie Archibald, cycliste sur piste britannique. Championne olympique de la poursuite par équipes aux Jeux de Rio 2016. Championne du monde de cyclisme sur piste de la poursuite par équipes 2014, de l'omnium 2017 et de l'américaine.
  - Boris Dallo, basketteur français.
  - Jerami Grant, basketteur américain.
  - Nans Peters, cycliste sur route français.
  - Teodora Pušić, volleyeuse serbe. Championne du monde féminine de volley-ball 2018 et 2022. Championne d'Europe féminine de volley-ball 2017. (110 sélections en équipe de Serbie).
- 1995 :
  - Amos Mosaner, curleur italien.
- 1996 :
  - Adrien Garel, cycliste sur piste et sur route français.
  - Serhou Guirassy, footballeur franco-guinéen. (16 sélections avec l'équipe de Guinée).
  - Karim Hafez, footballeur égyptien. (7 sélections équipe d'Égypte).
  - Robert Murić, footballeur croate.
- 1997 :
  - Fiona Ferro, joueuse de tennis française.
  - Dean Henderson, footballeur anglais. (1 sélection en équipe d'Angleterre).
  - Ómar Ingi Magnússon, handballeur islandais. Vainqueur de la Ligue européenne masculine  2021. (56 sélections en équipe d'Islande).
  - Jean-Philippe Patrice, sabreur français. Médaillé de bronze en individuel aux CE 2024.
  - Allan Saint-Maximin, footballeur français.
  - Felipe Vizeu, footballeur brésilien.
- 1998 :
  - Carsen Edwards, basketteur américain.
  - Mecole Hardman, joueur de foot U.S. américain.
  - Giulio Maggiore, footballeur italien.
  - Daniel Samohin, patineur artistique israélien.
- 1999 :
  - Emil Bohinen, footballeur norvégien.
  - Manon Stragier, volleyeuse belge. (35 sélections en équipe de Belgique).
- 2000 :
  - Scottie Lewis, basketteur américain.
  - Andy Pelmard, footballeur français.

### XXIesiècle
- 2001 :
  - Xavier Coates, joueur de rugby à XIII papou. (1 sélection en équipe de Papouasie-Nouvelle-Guinée de rugby à XIII).
  - Shi Cong, gymnaste artistique chinois. Médaillé de bronze aux barres parallèles lors des Championnats du monde 2021.
- 2002 :
  - Lazaro, footballeur brésilien.
  - Prins Tjiueza, footballeur namibien. (14 sélections en équipe de Namibie).
- 2003 :
  - Keegan Palmer, skater australien. Champion olympique du bowl aux Jeux d'été de 2020 à Tokyo.
- 2005 :
  - Houda Elmestour, footballeuse marocaine.
  - Filip Sidklev, footballeur suédois.
- 2007 :
  - Rento Takaoka, footballeur japonais.

## Décès

### XXesièclede1901à1950
- 1949 :
  - Robert Huntington, 80 ans, joueur de tennis américain. (° 15 janvier 1869).
  - Alex Raisbeck, 70 ans, footballeur puis entraîneur écossais. (8 sélections en équipe nationale). (° 26 décembre 1878).

### XXesièclede1951à2000
- 1973 :
  - Marcel Desprets, 66 ans, épéiste français. Champion olympique par équipes aux Jeux de Londres 1948. Champion du monde d'escrime à l'épée par équipes 1947. (° 19 août 1906).
- 1985 :
  - Alfred Eluère, 92 ans, joueur de rugby puis dirigeant français. Président de la FFR de 1943 à 1952. (° 28 juillet 1893).
- 1990 :
  - Adolphe Touffait, 82 ans, footballeur français devenu magistrat. (1 sélection en équipe de France). (° 29 mars 1907).

### XXIesiècle
- 2003 :
  - Andrei Kivilev, 29 ans, cycliste sur route kazakh. (° 21 septembre 1973).
- 2005 :
  - Norbert Callens, 80 ans, cycliste sur route belge. Vainqueur du Tour de Belgique 1945. (° 22 juin 1924).
  - Jean-Pierre Genet, 74 ans, cycliste sur route français. (° 24 octobre 1940).
- 2006 :
  - Jonatan Johansson, 26 ans, snowboardeur suédois. (° 7 mars 1980).
- 2007 :
  - René Hüssy, 78 ans, footballeur puis entraîneur suisse. (° 19 octobre 1928).
- 2012 :
  - Timo Konietzka, 73 ans, footballeur puis entraîneur germano-suisse. (9 sélections en équipe nationale). (° 2 août 1939).